# Violetta (TV-serie)

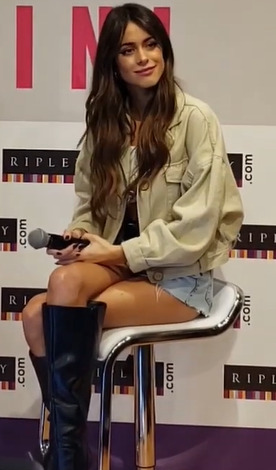
Martina Stoessel

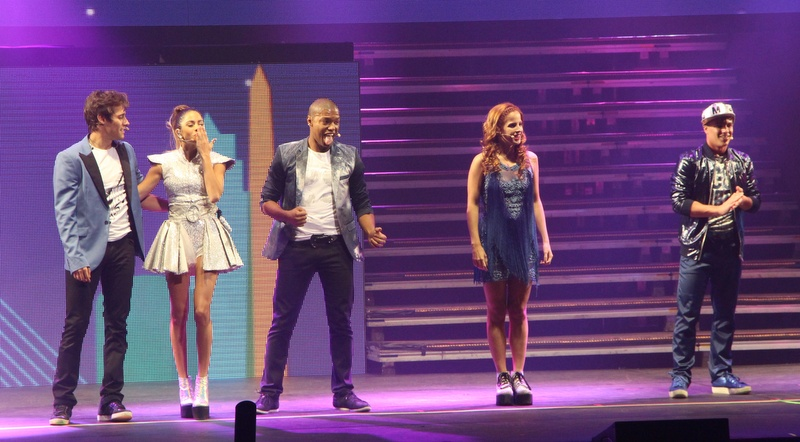

Violetta är en barn- och ungdomsserie i såpoperaformat, utvecklad av Disney Channel Latin America, Disney Channel EMEA (Europa, Middle East & Africa) och produktionsbolaget Pol-ka. Serien hade premiär i Latinamerika och Italien den 14 maj 2012. I Storbritannien hade den premiär i juli 2013 och i Sverige på Disney Channel den 14 oktober 2013.
TV-serien Violetta handlar om den musikaliska tonåringen med samma namn (spelad av den argentinska skådespelerskan Martina Stoessel) som återvänder till sin födelsestad Buenos Aires med sin pappa efter att ha bott i Europa i flera år. Serien följer hennes framgångar och motgångar medan hon växer upp.
Varje avsnitt innehåller originalmusik från olika musikgenrer.

## Handling

### Säsong 1
Violetta återvänder tillsammans med sin far Germán till sin födelsestad Buenos Aires efter att ha bott i Europa i flera år. Violetta älskar musik, dans och sång. Germán vill inte att Violetta ska sjunga, eftersom Violettas mor Maria som var en berömd sångerska, dog i en olycka under en turné när Violetta var fem år gammal. Med hjälp av Angie, hennes guvernant och moster, skriver Violetta in sig på musik- och dansskolan Studio 21. Där träffar hon sin första kärlek, får nya vänner, möter en rival och får utveckla sin talang innan slutshowen.[källa behövs]

### Säsong 2
Efter att Tomas åkt tillbaka till Spanien bygger Violetta och Leon upp sitt förhållande igen, men en oväntad person försöker skilja dem åt, Diego (Diego Dominguez). Leon har en ny hobby, motocross. Där träffar han Lara, mekanikern som är djupt förälskad i honom fast han vet det inte. De här två nya karaktärerna kommer att försöka att skilja på Violetta och Leon.

### Säsong 3
Violetta och gänget kommer tillbaka till studion efter en turné i Europa. Violetta och León är tillsammans. Det kommer nya personer till studion som till exempel Alex (Clemont) och Gery. Violetta ramlar ner från scenen och León springer fram och fångar henne. Gänget försöker att ordna ett överraskningsparty till Violettas födelsedag och León och Vilu fastnar i en luftballong av misstag. Allting slutar med konserten i Spanien och Germans och Angies bröllop.

## Huvudkaraktärer
- Violetta "Vilu" Castillo (Martina "Tini" Stoessel)
- Leon Vargas (Jorge Blanco Güerena)
- Tomas Heredia (Pablo Espinosa Doncel)
- Federico "Fedde" Paccini (Ruggero "Rugge" Pasquarelli)
- Camila "Cami" Torres (Candelaria (Cande) Molfese)
- Francesca "Fran" Caviglia (Lodovica (Lodo) Comello)
- Maximiliano "Maxi" Ponte (Facundo "Facu" Gambandé)
- Natalia "Naty" Vidal (Alba Rico Navarro)
- Ludmila "Ludmi" Ferro (Mercedes Rodriguezw Lambre)
- German Castillo (Diego César Ramos)
- Angeles "Angie" Carrará (Maria Clara Alonso)

## Svenska röster
- Violetta "Vilu" - Dominique Pålsson Wiklund
- German - Göran Gillinger
- Leon - Jesper Adefelt
- Tomás - Viktor Åkerblom
- Camila "Cami" - Alice Roos senare Rebecca Petersson
- Francesca "Fran" - Sandra Kassman senare Amanda Renberg
- Maximiliano "Maxi" - Adam Portnoff
- Natalya "Natt"  - Alexandra Alm Nylén
- Ludmila "Ludmi" - Anna Isbäck
- Napo - Oliver Åberg
- Broadway - Nicklas Berglund
- Braco - Anton Olofson Raeder
- Andrés - Oliver Åberg senare ?
- Andrea  - Norea Sjöquist
- Federico "Fede" - Adam Vasée
- Angie - Mikaela Tidermark Nelson
- Olga - Sharon Dyall
- Ramallo - Rolf Lydahl
- Pablo - Martin Aliaga
- Gregorio - Joachim Bergström
- Beto - Rolf Lydahl
- Antonio - Daniel Sjöberg
- Marotti - Nick Atkinson
- Jade - Emelie Clausen senare Elina Raeder
- Matias - Daniel Sjöberg
- Rafa Palmer - Nicklas Berglund
- Diego - Mikael Regenholz senare Eddie Hultén
- Lara - Linda Åslund
- Marco - Lucas Krüger
- Esmeralda - Jennie Jahns
- Jackie - Carla Abrahamsen
- Priscila - Suzanna Dilber
- Alex/Clement - Leo Hallerstam
- Geri - Mikaela Ardai Jennefors
- Nicolas - Dick Eriksson
- Milton - Mattias Knave[6]

## Avsnitt
| Säsong | Avsnitt | Start Argentina | Final Argentina | Start Sverige   |  | Final Sverige |
| ------ | ------- | --------------- | --------------- | --------------- |  | ------------- |
| 1      | 80      | 14 maj 2012     | 26 oktober 2012 | 14 oktober 2013 |  | 6 juni 2014   |
| 2      | 80      | 29 april 2013   | 11 oktober 2013 | 13 oktober 2014 |  | 29 maj 2015   |
| 3      | 80      | 28 juli 2014    | 6 februari 2015 | 12 oktober 2015 |  | 20 maj 2016   |